# Манеево (Башкортостан)
Манеево (баш. Мәнеү) — село в Меселинском сельсовете  Аургазинского района  Республики Башкортостан.

## География
Расстояние до:
- районного центра (Толбазы): 22 км,
- центра сельсовета (Месели): 3 км,
- ближайшей железнодорожной станции (Стерлитамак): 33 км.

## Население
| 2002 | 2009 | 2010 |
| ---- | ---- | ---- |
| 373  | ↘344 | ↗360 |

Национальный состав
По четвертой ревизии 1782 года в деревне проживали новокрещены из ясачных татар.
Согласно переписи 2002 года, преобладающая национальность — чуваши (93 %).

## Религия
В селе есть православная церковь Матроны Московской.

## Люди, связанные с селом
- Никитин Николай Моисеевич (19 декабря 1926 года — 14 октября 2008 года) — бригадир комплексной бригады колхоза имени Мичурина Аургазинского района БАССР, Герой Социалистического Труда, участник Великой Отечественной войны.